# Epiphone

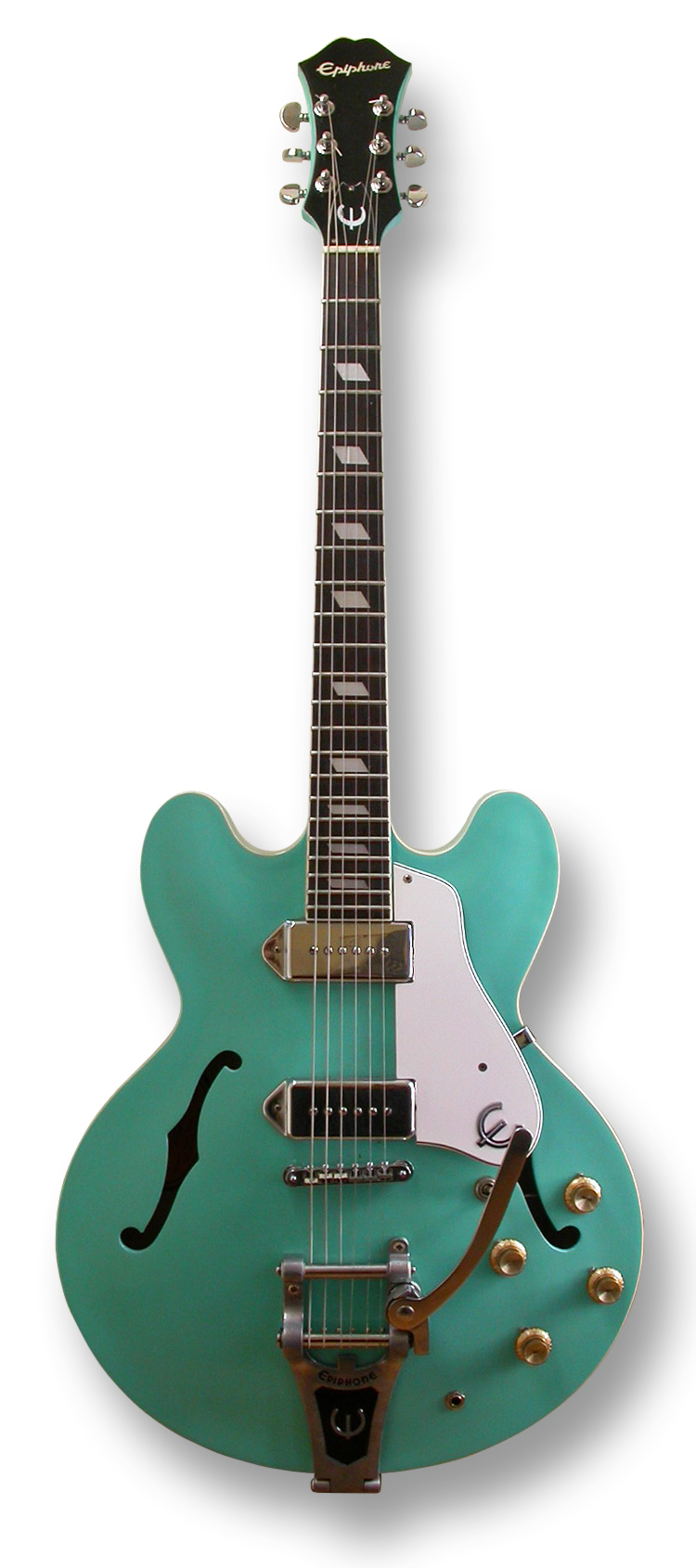
Epiphone Casino VT

La Epiphone Company, più nota semplicemente come Epiphone, è un'azienda statunitense di strumenti musicali.

## Storia
Fondata nel 1923 dal liutaio Epaminondas "Epi" Stathopoulos, figlio di Anastasios (anch'egli liutaio), è di proprietà della Gibson senza esserne una sottomarca. Principalmente dedicata alla produzione di repliche autorizzate dei modelli Gibson (come le celeberrime SG, Les Paul ed ES), la Epiphone mantiene una produzione di sua proprietà comprendente la Sheraton (usata da John Lee Hooker), la Casino di John Lennon, la Texan di Paul McCartney e la Supernova di Noel Gallagher.
L'acquisto ad opera della Gibson avvenne nel 1957 e, prima di tale operazione, la Epiphone costituiva una delle massime competitrici in quanto la gamma di prodotti era simile e anche di pari qualità. Le chitarre Epiphone sono chitarre semi-professionali e professionali a tutti gli effetti.
Oggi la Epiphone ha in catalogo anche modelli della produzione pre-Gibson e nuovi progetti (come i modelli WildKat e AlleyKat) e anche gli strumenti prodotti nei paesi asiatici sono caratterizzati da buona qualità, nonostante il basso prezzo. Tuttora molto apprezzate sono le archtop vintage dell'era pre-Gibson, spesso caratterizzate da legni figurati e rifiniture accurate e le cui forme richiamano direttamente l'epoca d'oro del jazz negli USA.
A sé è la serie Elitist, gamma di altissima qualità prodotta in Giappone nello stabilimento di Fuji Gen Gakki, nato negli anni '70 e famoso per le produzioni di strumenti definiti "lawsuit" (simili e di pari qualità a famosi strumenti della scuola americana), offrendo un buon rapporto qualità-prezzo.

## Strumenti Epiphone

### Chitarre Elettriche

#### Modelli Epiphone
Epiphone Casino
- Epiphone '61 Reissue Casino 50th Aniversary
- Epiphone John Lennon 1965 Casino
- Epiphone John Lennon Revolution Casino

Epiphone Sheraton
- Epiphone Sheraton II

Epiphone Dot
- Epiphone "Worn" Dot Studio

#### Modelli Gibson
Epiphone ES
- Epiphone ES 339
- Epiphone ES 335

Epiphone Les Paul
- Epiphone Les Paul Standard
  - Epiphone Les Paul 100
  - Epiphone 1959 Les Paul Standard
  - Epiphone 50th Aniversary 1960 Les Paul Standard
  - Epiphone Les Paul Standard Royale
  - Epiphone Les Paul Standard Plus - Top
  - Epiphone Les Paul Standard Plain - Top
  - Epiphone Les Paul Standard Pro Plus - Top
- Epiphone Les Paul Custom
- Epiphone Les Paul Standard Ultra
  - Epiphone Les Paul Standard Ultra - II
  - Epiphone Les Paul Standard Ultra - III
- Epiphone Les Paul Special II GT
- Epiphone Les Paul Ltd Ed Custom Chrome
- Epiphone Les Paul Studio
- Epiphone Les Paul Modern
- Epiphone Les Paul Junior

Epiphone SG
- Epiphone SG G - 400
- Epiphone SG Express
- Epiphone SG Worn Cherry G - 400
- Epiphone SG Ltd Ed 1966 G - 400
- Epiphone SG Prophecy Custom GX
- Epiphone SG G - 400 Custom
- Epiphone SG G - 400 Pro
- Epiphone SG Prophecy Custom EX
- Epiphone SG Special

Epiphone Explorer
- Epiphone Explorer "1958" Korina Explorer

Epiphone Flying V
- Epiphone Flying V "1958" Korina Flying V

### Chitarre Acustiche

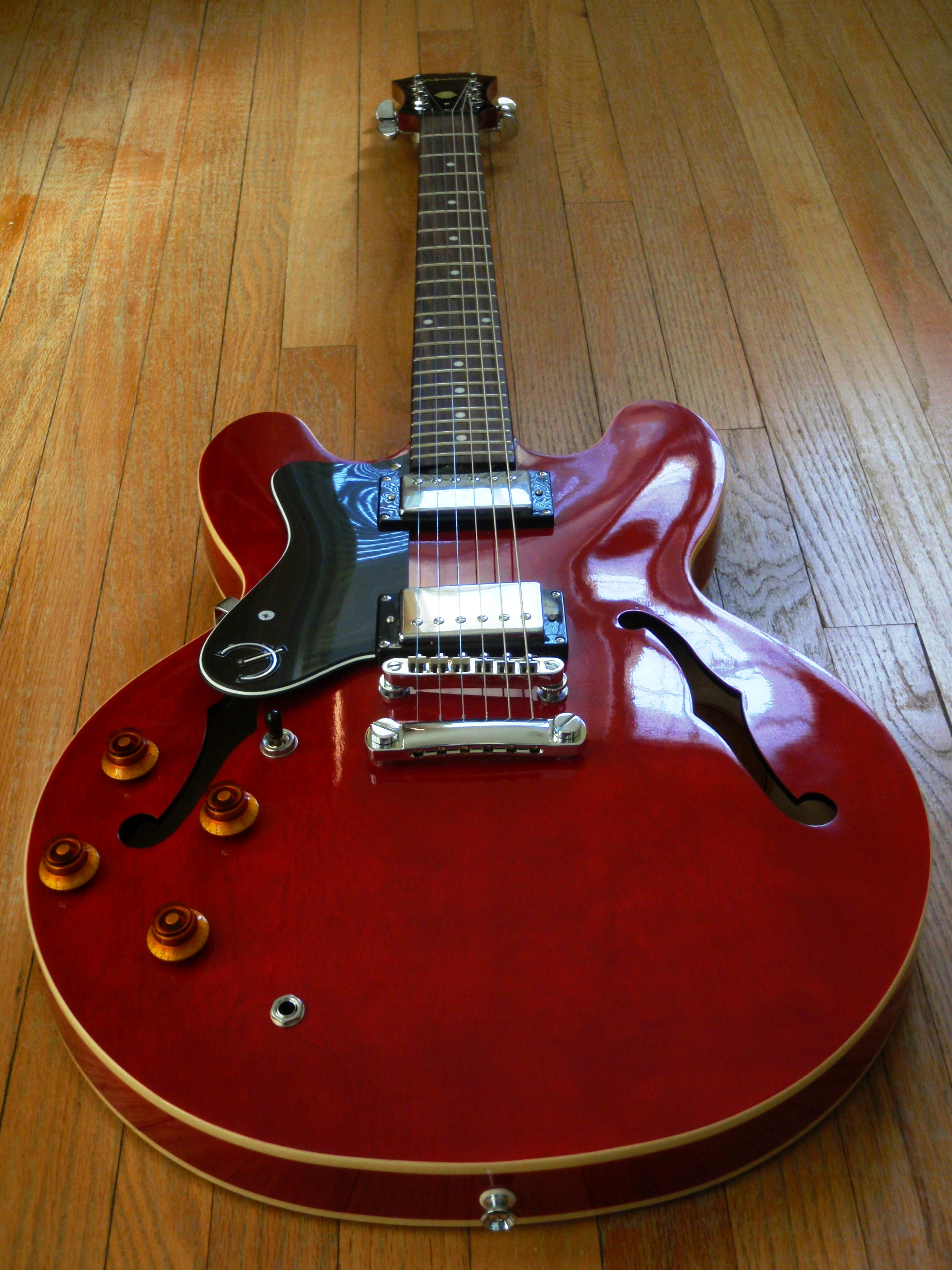
Una Epiphone Dot per mancini.

- Epiphone AJ-100
- Epiphone Dr-100
- Epiphone EJ-200
- Epiphone Dr-200
- Epiphone Dave Navarro
- Epiphone AJ-220S
- Epiphone AJ-220SCE
- Epiphone Hummingbird

#### Modelli Epiphone
Epiphone Texan
- Epiphone Paul McCartney 1964 Texan

Epiphone EJ - 160E
- Epiphone John Lennon EJ - 160E